# Karl Messner
Karl Messner (* 21. Jänner 1923 in Neunkirchen (Niederösterreich); † 2. Januar 2016 in Oberwart) war ein österreichischer Komponist, Kapellmeister und Pädagoge.

## Leben
Karl Messner erhielt seine musikalische Ausbildung an der Universität für Musik und darstellende Kunst Wien bei Grete Hinterhofer (Klavier) und Otto Siegl (Musiktheorie) sowie am Konservatorium der Stadt Wien bei Walter Gmeindl und Karl Hudez (Kapellmeister-Ausbildung).
Im Jahr 1951 legte er an der Universität für Musik und darstellende Kunst Wien die Staatsprüfung mit Auszeichnung in Klavier ab. Im Jahr 1955 folgte ebenda die Reifeprüfung in Musiktheorie sowie im selben Jahr am Konservatorium der Stadt Wien die Kapellmeister-Reifeprüfung.
In den Jahren von 1948 bis 1956 war Messner Klavierpädagoge und Leiter der Kirchenmusik am Jesuitenkollegium Kalksburg im 23. Wiener Gemeindebezirk Liesing, bis zum Jahr 1988 hatte er die Stelle des Direktors der Musikschule Oberwart inne und war Landeskapellmeister des Burgenländischen Blasmusikverbands Maria Enzersdorf.
Neben seiner Funktion als Direktor der Musikschule Oberwart gründete er das Jugend-Streichorchester der Musikschule Oberwart und war Dirigent des Musikvereins Stadtkapelle Oberwart.

„Meine Tonsprache möchte ich als gemäßigt modern bezeichnen. Ich war immer bemüht, den Hörer vor keine Probleme zu stellen, andererseits war ich auch darauf bedacht, ausgetretene Wege zu vermeiden. Die meisten Werke entstanden durch Anregung von Künstlern oder Ensembles und sind diesen auf den Leib geschrieben. Die Chorwerke entstanden in Verbindung mit meiner langjährigen Arbeit als Chorleiter und wurden (mit wenigen Ausnahmen) für Laienchöre geschaffen. Eine lebendige rhythmische Gestaltung kennzeichnet den Großteil meiner Werke.“

## Auszeichnungen
- 1955: Förderungspreis der Stadt Wien[4]
- 1969: Großes Ehrenzeichen in Gold des Blasmusikverbandes[5]
- 1976: Verleihung des Berufstitels „Professor“[5]
- 2003: Großes Ehrenzeichen des Landes Burgenland[5]
- 2012: Würdigungspreis der Burgenlandstiftung – Theodor Kery[6]
- 2013: Kulturpreis des Landes Burgenland für besondere kulturelle Leistungen[7]
- Träger des Ehrenringes der Stadt Oberwart

## Werke (Auswahl)

### Ensemblemusik
- Ecce Sacerdos magnus – für gemischten Chor, Orgel und Violine (1953)[8]
- Wiener Bilder – fünf Klavierstücke zu vier Händen (1953)[8]
- Spielmusik – Trio für Tamburin, Klavier und Violine (1954)[8]
- Sonate – Duo für Fagott und Klavier (1954)[8]
- Rotkäppchen – Märchenspiel für Blockflöte, Perkussion, Klavier, Violine und Kinderchor (1967)[8]
- Festliches Bläserspiel – Oktett für Bläser (1975)[8]
- Bläserspiel – Quartett für Bläser (1975)[8]
- Streichquartett 76 – Quartett für zwei Violinen, Viola und Violoncello (1976)[8]
- Fanfare – für Blechbläser und Pauken (1981)[8]
- Fanfare – Septett für drei Trompeten, drei Posaunen und Pauke (1981)[8]
- Festfanfare – für Blechbläser und Pauken mit Tonbandzuspielung (1985)[8]
- Meditation – Duo für Klavier und Violine (1990)[8]

### Vokalmusik
- Völker Europas – für gemischten Chor nach Texten von Wilhelm Adametz (1952)[8]
- Die Fliegenmaid – für gemischten Chor nach Texten von Wilhelm Adametz (1955)[8]
- Kinderschlaf – für gemischten Chor nach Texten von Wilhelm Adametz (1955)[8]
- Die Spatzen – für Chor nach Texten von Wilhelm Adametz (1951)[8]
- Fahnenspruch I – für gemischten Chor nach Texten von Karl Homma (1958)[8]
- Wir wünschen zum Geburtstag – für Chor (1958)[8]
- Frohsinn – für Chor nach Texten von Wilhelm Adametz (1958)[8]
- Zwei Störche – Kanon für drei Solostimmen (1959)[8]
- Seid uns gegrüßt – für gemischten Chor oder Männerchor (1960)[8]
- Sängerspruch – für gemischten Chor nach Texten von Karl Messner (1960)[8]
- Selig sind die Toten – für gemischten Chor (1961)[8]
- Wir woll’n die Fahne tragen – für gemischten Chor oder Männerchor (1961)[8]
- Ich liebe mein Österreich – für gemischten Chor nach Texten von Robert Hamerling (1961)[8]
- Gott zum Gruß – für gemischten Chor nach Texten von Josef Kamp (1962)[8]
- Bleibet im Lande – für Männerchor nach Texten von Friedrich Rückert (1962)[8]
- Fahnenspruch II – für gemischten Chor (1962)[8]
- Wunsch – für Männerchor nach Texten von Alfons Petzold (1963)[8]
- Geburtstagsständchen – für Männerchor nach Texten von Walter Paul Kirsch (1963)[8]
- Trinklied – für Männerchor nach Texten von Walter Paul Kirsch (1963)[8]
- Der Spielmann – für Chor nach Texten von Walter Paul Kirsch (1964)[8]
- Wanderlied – für Chor nach Texten von Walter Paul Kirsch (1964)[8]
- Zur Jahreswende – für gemischten Chor (1966)[8]
- Maienlust – für Männerchor (1966)[8]
- Dank dem Herrn – für gemischten Chor (1966)[8]
- Herbstlied – für Männerchor nach Texten von Rainer Maria Rilke (1968)[8]
- Zur Glockenweihe – für gemischten Chor nach Texten von Alfons Hayoluk (1969)[8]
- Trauerchoral – für gemischten Chor nach Texten von Evelyn Messner (1969)[8]
- Wer nur mich bekennet – Motette für gemischten Chor (1973)[8]
- Ich bin gewiß – Motette für gemischten Chor (1973)[8]
- Sängerlust – für gemischten Chor nach Texten von Jolanthe Leser (1976)[8]
- Es blüht eine Rose im Hag – für gemischten Chor nach Texten von Walter Paul Kirsch (1976)[8]
- Hochzeitsspruch – für gemischten Chor (1977)[8]
- Musik aus Österreich I, II, III – für Frauenchor nach Texten von Arthur Fischer-Colbrie (1979)[8]
- Sieh in deine Hände – für gemischten Chor nach Texten von Gertrud Zelger-Alten (1981)[8]
- Die Heimat lädt dich ein – für gemischten Chor nach Texten von Max Mell (1981)[8]
- Ich danke dir, mein Gott – für gemischten Chor nach Texten von Hedwig Ströher (1989)[8]
- Im Frühling – für gemischten Chor nach Texten von Ilse Pauls (1990)[8]
- Ich singe das Leben – für gemischten Chor nach Texten von Walter Paul Kirsch (1990)[8]
- Wir gratulieren – für gemischten Chor (1991)[8]

### Orchestermusik
- Orchesterspiel – für großes Orchester (1955)[8]
- Auf du junger Wandersmann – Kleine Kantate für Orchester und Chor (1960)[8]
- Concertino – für Trompete und Kammerorchester (1974)[8]
- Lied der Sonne – Kantate für Orchester und Chor nach Texten von Christian Morgenstern (1974)[8]
- Unser Haus – Kantate für Orchester und Chor (1976)[8]
- Episode – für Kammerorchester mit Blechbläsern und Percussion (1984)[8]
- Episoden für Streichorchester – für Orchester (1987)[8]